# Рогинці (Роменський район)
Роги́нці — село в Україні,  Сумській області, Роменському районі. Населення становить 1185 осіб. Входить до складу Роменської міської громади. До 2020 орган місцевого самоврядування - .Рогинська сільська рада.

## Географія
Село Рогинці розташоване на лівому березі річки Ромен, вище за течією на відстані 2.5 км розташоване село Ведмеже, нижче за течією на відстані 3 км - село Калинівка, на протилежному березі - села Мокіївка та В'юнне.
По селу тече струмок, що пересихає.

## Історія
Поблизу села знайдений скарб із римських монет (II ст. до н. е.). Село постраждало внаслідок геноциду українського народу, проведеного урядом СРСР 1923-1933 та 1946-1947 роках.
12 червня 2020 року, відповідно до розпорядження Кабінету Міністрів України № 723-р «Про визначення адміністративних центрів та затвердження територій територіальних громад Сумської області», село увійшло до складу Роменської міської громади.
19 липня 2020 року, в результаті адміністративно-територіальної реформи та ліквідації Роменського району(1930—2020), увійшло до складу новоутвореного Роменського району.

## Економіка
- Молочно-товарна ферма.
- ТОВ «Рогинці».
- ТОВ «ім. Петровського».

## Соціальна сфера
- Бібліотека.

## Релігійне життя
- Свято-Георгієвский храм.

## Відомі люди
- Яременко Василь Сергійович — український актор, Народний артист СРСР.
- Мокій Анатолій Іванович — учений-економіст.
- Мартиненко Іван Михайлович — український радянський діяч.